# オンデーズ
株式会社オンデーズ（英: OWNDAYS CO.,LTD.）は、東京都品川区に本社を置く、メガネおよびサングラスなどの開発・販売を行う日本の企業である。日本国内に約270店舗、シンガポール、台湾、タイ、インドなど世界13の国・地区に600店舗以上を展開している。
「OWNDAYSに関わる人を豊かにするために…」の信条を掲げ世界中の人たちから必要とされるメガネ業界No.1の企業を目指している。
海外を含むグループ全体の年間メガネ販売本数は2,000万本以上、レンズの販売枚数は4,000万枚を超える。サプライチェーンの強みを活かし、2024年には他社ではオプション価格となる遠近両用レンズを、OWNDAYS独自の累進設計でユレ・ユガミをおさえた高品質レンズを「遠近両用レンズ追加料金0円」の新たなサービスとして展開している。 
OWNDAYSの薄型非球面レンズは、世界有名メーカーのエシロールグループ社製、セイコーオプティカルプロダクツ社製などの高品質レンズを使用している。 

## 概要
ターゲットやコンセプトに沿ったプライベートブランドを展開し、企画製造から販売までを一貫して担うSPA（製造小売業）方式を採用している。自社開発のオリジナルフレームは1500種類以上になる。どんな度数でも、薄型非球面レンズの追加料金は0円とし「お客様に大切なメガネを長く愛用していただく」をコンセプトとしている。2024年には遠近両用レンズも追加料金0円の新たなサービスを開始している。レンズの見え方保証やフレームの品質保証などを、世界中すべての店舗で同様に受けられる。購入から1か月以内なら理由を問わず商品の返品・全額返金ができる。ウェブサイトからは、視力測定の事前予約・当日予約が可能。
実質的な本社機能を持つ株式会社オンデーズは東京都品川区に置かれるが、グループ持ち株会社としての本社所在地は那覇市に位置する。2011年 - 東日本大震災で店舗が被災した事をきっかけに、メガネが必要な人へ無償提供する支援活動「EYE CAMP」を有志の社員で定期的に実施している。

### 創業
1989年に創業したビックカメラ系列のビックコンタクトレンズが同社のルーツ。日本興行銀行の銀行員だった森部好樹が出向先であったビックコンタクトでアイウェアビジネスを経験し、2002年に設立、ビックコンタクトの全事業を吸収する。徹底した生産コスト削減により超低価格メガネチェーンとして出発したオンデーズは、設立から3年足らずで約50店舗を出店した。

### 再生
しかし、2008年に創業者の放漫経営によって14億円にのぼる巨額の債務超過に陥り、倒産寸前となる。同年2月、現社長の田中修治が70%の株式を取得し、大幅な構造改革を行い企業再生を開始する。2013年にはシンガポール進出を皮切りに海外への出店を加速し、2019年にLVMHモエ ヘネシー・ルイ ヴィトン系の投資会社、Lキャタルトン・アジア（L CATTERTON ASIA）及び三井物産の投資事業子会社である三井物産企業投資（MCPI）と、第三者割当増資、株式の一部譲渡についての契約を締結。2022年にはインドで最大のアイウェア企業であるLenskartと経営統合した。
2023年現在、日本国内に約240店舗、シンガポール・台湾・タイ・フィリピン・マレーシア・カンボジア・オーストラリア・ベトナム・インドネシア・香港・インド・アラブ首長国連邦に進出し、13ヶ国・地区に530店舗以上を展開している。

### 社名
「Own Days（それぞれの日々）」と「切り替える」という意味の「OnOff」の「On」の発音を組み合わせた造語である。

## 組織
- 本社（東京都品川区東品川2-2-8 スフィアタワー天王洲 26・27階）
- 商品センター（東京都北区）
- 大阪営業所（大阪府大阪市中央区）
- 福岡営業所（福岡県福岡市博多区）
- OWNDAYS株式会社（旧社名: オンデーズ琉球株式会社、沖縄県那覇市）
- 株式会社オンデーズコンタクト（東京都品川区東品川2-2-8 スフィアタワー天王洲 27階）
- OWNDAYS SINGAPORE PTE LTD.
- 恩戴適股份有限公司
- OWNDAYS DOWNUNDER PTY LTD,
- OWNDAYS (THAILAND) CO.,LTD.
- OWNDAYS PHILIPPINES
- OWNDAYS MALAYSIA SDN. BHD.
- OWNDAYS VIET NAM CO., LTD
- Branch of OWNDAYS SINGAPORE PTE. LTD.
- OWNDAYS Europe B.V.
- 株式会社フィジカル・イノベーション
- ダイバージェント株式会社

## 沿革
- 1989年3月2日 - 株式会社ビックコンタクトレンズ設立。
- 2001年9月 - 社名を株式会社興和に変更。
- 2002年
  - 8月21日 - 株式会社オンデーズを設立。代表取締役に就任。株式会社興和の全事業を同社に譲渡。
  - 8月25日 - 株式会社ビックカメラが株式会社興和を吸収合併。第一号店を東京、関東地区に出店。大阪、近畿、福岡、九州地区に出店。
- 2003年 - 新潟、北陸、愛知、中部、宮城、東北地区に出店。
- 2004年 - 岡山、中国地区に出店。
- 2005年 - 富山、北陸地区に出店。
- 2006年 - 北海道に出店。日本全国で50店舗目を出店。
- 2008年
  - 2月29日 - 第三者割当増資を実施。田中修治[5] が70%の株式を取得。
  - 3月03日 - 田中修治が代表取締役社長に就任[6]。
- 2009年 - 沖縄に出店。三重、東海地区に出店。
- 2010年 - 東京ガールズコレクション vol.10 A/Wにオフィシャルスポンサーとして参加。
- 2011年
  - 日本国内で100店舗を出店。
  - シンガポールにて WORLD RUNWAY – PREMIERE – にオフィシャルスポンサーとして参加。
  - 年間販売本数 50万本突破。
- 2012年
  - 薄型非球面レンズにて追加料金0円の新価格制度を開始。
  - 第四回沖縄国際映画祭に、オフィシャルスポンサーとして参加。年間販売本数60万本を突破。
- 2013年
  - 7月5日 - シンガポール第一号店をプラザ・シンガプーラに出店。初の海外進出を果たす[7]。
  - 11月 - 沖縄県那覇市に同社が100%出資する子会社、オンデーズ琉球株式会社を設立[8]。
- 2014年 - 台湾第一号店をブリーズ台北に出店。
- 2015年
  - 6月 - 同社が100%出資する外国人専門の人材紹介会社ダイバージェント株式会社を設立。
  - 10月 - カンボジア王国第一号店をイオンモールプノンペンに出店[9]。
  - 10月 - タイ王国第一号店をメガバンナーに出店[10]。
  - 12月 - フィリピン共和国第一号店をエスタンシアに出店[11]。
- 2016年
  - 1月 - マレーシア第一号店をベルジャヤタイムズスクエアに出店[12]。
  - 1月 - オーストラリア第一号店をチャッツウッドに出店[13]。
  - ベトナム第一号店をサイゴンセンターに出店。
  - 9月 - 欧州第一号店をオランダ・デンハーグに出店[14]。
  - 12月 - 業界最高水準の保証サービス「オンデーズの安心保証10カ条」を開始[15]。
- 2017年
  - 4月 - ロシアに現地法人オンデーズ ロシアを設立。
  - 海外100店舗を達成。グループ全体で200店舗に。
- 2018年 - 香港第一号店（二号店）をTMT Plaza、East Point Cityに同時出店。
- 2019年（平成31年/令和元年）
  - 1月 - インド第一号店をチェンナイに出店。
  - 6月 - グループ全体で300店舗を達成[16]。
  - 11月 - LVMHモエ ヘネシー・ルイ ヴィトン系の投資会社Lキャタルトン・アジア（L CATTERTON ASIA）及び三井物産の投資事業子会社である三井物産企業投資（MCPI）と、第三者割当増資、株式の一部譲渡についての契約を締結[17]。
- 2021年 - グループ全体で400店舗を達成。
- 2022年（令和4年）6月 - インドのアイウェア最大手Lenskart Solution Private Limitedと経営統合に合意。アジア最大規模のアイウェア企業グループとなる[18]。

- 2023年 - OWNDAYSブランドで、日本全国の他、シンガポール、台湾、インド、中東など海外13の国と地域に530店舗を展開。
- 2024年
  - 4月 - 株式会社オンデーズ代表取締役社長の田中修治が代表取締役会長就任に伴い、代表取締役社長には海外事業を統括してきた海山丈司が就任。
  - 10月 - 株式会社オンデーズコンタクトの買収に伴うコンタクト事業への本格参入を発表。日本国内にて、コンタクトレンズの定期便サービスであるOWNDAYSコンタクトをオンライン限定で販売開始。

## テレビ番組
- 日経スペシャル カンブリア宮殿 倒産危機から奇跡の復活！ メガネ業界の風雲児 不死鳥伝説（2019年8月8日、テレビ東京）[19]